# Konkurs Tańca Eurowizji
Konkurs Tańca Eurowizji (ang. Eurovision Dance Contest) – konkurs taneczny organizowany przez Europejską Unię Nadawców we współpracy z telewizją BBC i International DanceSport Federation (IDSF).
Pierwsza edycja konkursu odbyła się 1 września 2007 w Londynie. Po drugiej edycji, organizowanej w Glasgow, Europejska Unia Nadawców podjęła decyzję o niekontynuowaniu konkursu.
Konkurs inspirowany był sukcesem programu Strictly Come Dancing, którego format (Dancing with the Stars) opracowała stacja BBC. Zawodnikami byli nie tylko tancerze zawodowi, ale także pary złożone z celebryty i profesjonalnego tancerza. W pierwszej uczestnicy wykonywali dwa tańce, a w drugiej prezentowali tylko jeden taniec.

## Zwycięzcy poszczególnych edycji
| Rok  | Gospodarz                 | Prowadzący                        | Zwycięstwo | Zwycięska para                  | Punkty |
| ---- | ------------------------- | --------------------------------- | ---------- | ------------------------------- | ------ |
| 2007 | Wielka Brytania (Londyn)  | Graham Norton i Claudia Winkleman | Finlandia  | Jussi Väänänen i Katja Koukkula | 132    |
| 2008 | Wielka Brytania (Glasgow) | Graham Norton i Claudia Winkleman | Polska     | Edyta Herbuś i Marcin Mroczek   | 154    |